# Kamienica Gesnera
Kamienica K. Gesnera – neobarokowa kamienica znajdująca się przy ul. Roosvelta 17 w Łodzi.
Elewacja jest w stylu neobarokowym. Na jej skrajnych osiach poddasze zastąpiono loggiami, a w latach międzywojennych zaadaptowano je na pomieszczenia mieszkalne. We wnętrzach znajduje się stylowa boazeria i stolarka drzwiowa. Zachowała się także część oryginalnej sztukaterii sufitowej oraz malowidła.

## Historia
Kamienica została zbudowana w 1895 według projektu Gustawa Landaua-Gutentegera na zamówienie K. Gesnera. Przy prowadzeniu prac przygotowawczych do kompleksowej renowacji ustalono, że kamienicę zaprojektował na początku Gustaw Landau-Gutenteger, a nie jak dotychczas przypisywano Franciszek Chełmiński.  
W latach 1918–1919 siedziba Zjednoczonej Rady Delegatów Robotniczych miasta Łodzi, o czym informuje pamiątkowa tablica znajdująca się na elewacji.

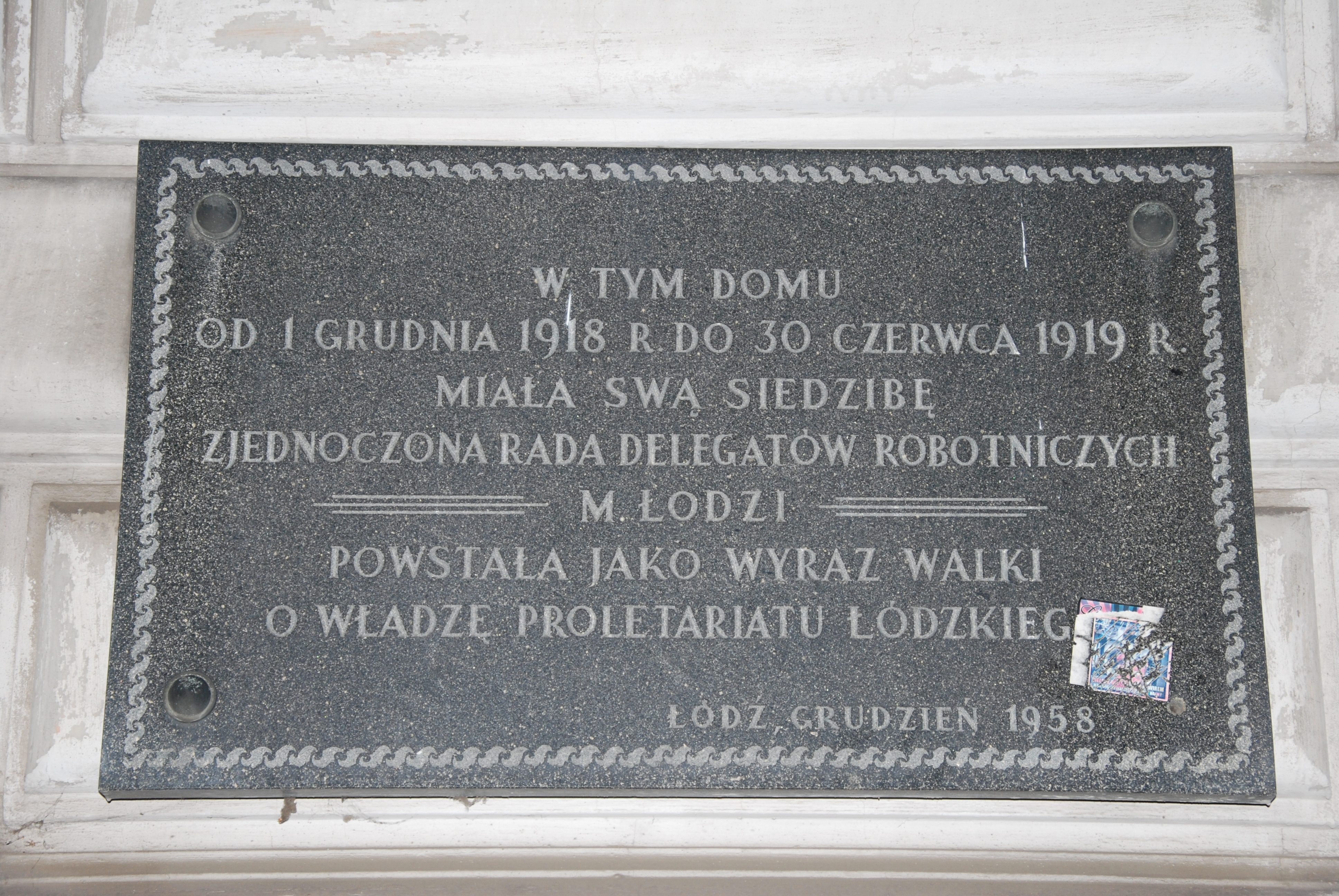
Tablica poświęcona zjednoczonej radzie delegatów robotniczych, Łódź ul. Roosevelta 17

Obecnie w kamienicy znajduje się Dom Literatury w Łodzi, zaś budynek przeznaczony jest do gruntownej renowacji. Kamienica ma być odnowiona do końca czerwca 2019 r.
Budynek wpisany jest do rejestru zabytków pod numerem A/354 z 11.10.1994.